# Carlotta Antonelli
Carlotta Antonelli (Roma, 25 luglio 1995) è un'attrice italiana.

## Biografia
Nata a Roma, ha frequentato il Liceo Classico Dante Alighieri dal 2010 al 2013 e il Liceo Linguistico Cornelio Tacito dal 2013 al 2014 senza concludere gli studi. Dal 2014 intraprende degli studi recitativi con la compagnia teatrale Hurum Teatro.
Nel 2016 esordisce nella serie Solo di Michele Alhaique andata in onda su Canale 5. Nel 2017 entra a far parte del cast della serie Suburra andata in onda sulla piattaforma Netflix.
A inizio 2018 partecipa alla serie televisiva Immaturi diretta da Rolando Ravello. Nel 2019 è protagonista del film Bangla insieme all'attore Phaim Bhuiyan, che ne è anche il regista. 
Nel 2020 è Nina Ruggero della serie tv Vivi e lascia vivere del regista Pappi Corsicato. Nel 2021 lavora a un progetto cinematografico ambientato nel Reatino. Nel 2023 interpreta di nuovo Angelica Sale in Suburræterna.

## Filmografia

### Cinema
- Bangla, regia di Phaim Bhuiyan (2019)
- La scomparsa di mia madre, regia di Beniamino Barrese (2019)
- Morrison, regia di Federico Zampaglione (2021)
- Takeaway, regia di Renzo Carbonera (2021)

### Televisione
- Tutti insieme all'improvviso – serie TV, 2 episodi (2016)
- Solo – serie TV (2016, 2018)
- Suburra - La serie – serie Netflix (2017, 2019-2020)
- Immaturi - La serie – serie TV, 1 episodio (2018)
- Vivi e lascia vivere – serie TV (2020)
- Bangla - La serie – serie TV (2022)
- Bang Bang Baby - serie Prime Video (2022)
- Everybody Loves Diamonds - serie Prime Video (2023)
- Suburræterna - serie Netflix (2023)

### Cortometraggi
- Come una meteora  (2018)
- Arida (2018)
- La Regina del Tevere (2018)
- Bulgari: A Love Talk (2019)
- VI MMXX: Portrait of a Lady (2020)
- Onolulo (2020)
- Le Château du Tarot (2021)
- Aniye By: Lotty Love (2021)

## Riconoscimenti
- Ciak d'oro – 2020
  - Rivelazione dell'anno in serie televisive per Suburra - La serie[6]